# Clash Royale
Clash Royale es un videojuego de estrategia en línea para dispositivos móviles, creado por la compañía finlandesa Supercell. Fue lanzado globalmente el 2 de marzo de 2016. Es un videojuego freemium de estrategia en tiempo real basado en los personajes de Clash of Clans.  Combina elementos de los juegos de cartas coleccionables y defensa de torres.

## Desarrollo
El videojuego fue lanzado en fase beta el 4 de enero de 2016 en Canadá, Hong Kong, Australia, Suecia, Noruega, Dinamarca, Islandia, Finlandia y Nueva Zelanda y para plataformas iOS. En febrero de 2016 fue lanzado para Android en algunos países y siendo lanzado finalmente el 3 de marzo de 2016 para todo el mundo.[cita requerida]

## Recepción
Clash Royale recibió principalmente críticas positivas. Eli Hodapp, de TouchArcade, lo calificó como «absolutamente fenomenal» y lo puntuó con cinco estrellas sobre cinco. Harry Slater, revisor de Pocket Gamer, le dio al juego un nueve sobre diez, resumiendo que «es una cantidad increíble de diversión gratificante, a veces es mordaz, y hay contenido aquí que te mantendrá ocupado durante semanas, si no meses». El escritor de Geek.com, James Plafke mencionó que «Clash Royale es realmente divertido, más que Clash of Clans, mientras que el desarrollador interrumpe crónicamente al jugador para que no lo disfrute». El sitio web de reseñas Metacritic lo valoró con ochenta y seis puntos sobre cien. Por parte de Gamezebo, Jim Squires, comentó que «tiene mucha variedad de tropas» y «partidas multijugador rápidas, profundas y accesibles contra oponentes en vivo», pero sin embargo, «tienes que esperar para abrir los cofres, aunque ese sea el propósito». Clash Royale ha recibido una respuesta muy positiva por parte de su jugadores, con un puntaje promedio de cuatro y medio sobre cinco en Google Play Store y Apple App Store.